# Juri Fjodorowitsch Schabanow
Juri Fjodorowitsch Schabanow (russisch Юрий Фёдорович Шабанов; * 11. November 1937 in Chabarowsk; † 30. März 2010 in Moskau) war ein sowjetischer, später russischer Schachspieler.

## Biographie
Juri Fjodorowitsch Schabanow wurde 1937 in der Familie des Chefredakteurs eines fernöstlichen Verlages geboren. Er wuchs praktisch ohne Vater auf, da sein Vater im Zweiten Weltkrieg starb. Seine Familie zog nach Kriegsende aus Chabarowsk um, zunächst nach Nischneudinsk bei Irkutsk, später nach Lemberg. Schabanow begann 1951, Schach zu lernen.
Im Jahr 1954 nahm er mit der ukrainischen Mannschaft an der All-Unions-Jugendolympiade in Kiew teil. Er erzielte 7 von 9 Punkten und belegte den zweiten Platz im Halbfinale, und mit 8,5 von 12 Punkten den dritten Platz im Finale.
Im selben Jahr fand die sowjetische Jugend-Mannschaftsmeisterschaft in Leningrad statt. Schabanow spielte für das Team der Ukraine am dritten Brett. Das Team teilte sich die Plätze 4 und 5 mit dem Leningrader Team. Unter anderem Boris Spasski, Michail Tal und Eduard Gufeld nahmen an diesem Turnier teil, spielten dabei aber nicht gegen Schabanow.
Außerdem gewann er die regionale Schachmeisterschaft von Chabarowsk. 1957 fand eine regionale Meisterschaft mehrerer fernöstlicher Regionen in Blagoweschtschensk statt, die Schabanow mit 12 Punkten aus 17 Partien gewann. Er qualifizierte sich für das Halbfinale der 17. UdSSR-Einzelmeisterschaft in Tscheljabinsk, wo er mit 10,5 Punkten aus 19 Partien den geteilten 6.–9. Platz belegte. Zu dieser Zeit war Juri Schabanow Schüler der Bergbau-Fachschule in Magadan. Ab 1960 war er mehrfacher Meister der Region Madagan. Schabanow schloss mit einem Diplom in Geologie ab und konzentrierte sich auf die Arbeit in seinem Fachgebiet, so dass er nicht viel Zeit hatte, Schach zu spielen. Erst nach der Trud-Meisterschaft 1964, bei der Juri den ersten Platz belegte und Titel eines sowjetischen Meisters erhielt, rückte das Schachspiel in den Vordergrund seines Lebens.
Im Jahr 1978 gewann er wieder das Finale der Trud-Meisterschaft. Schabanow nahm regelmäßig am Halbfinale der UdSSR-Meisterschaft teil, konnte sich aber nie für das Finale qualifizieren. Später zog er nach Jaroslawl um und arbeitete als Lehrer an der Kinder- und Jugendsportschule.
Schabanow wurde 1991 von der FIDE zum Internationalen Meister ernannt. Er lebte seit den 2000er Jahren in Moskau, wo er im Seniorenschach aktiv war. Er nahm an den Teammeisterschaften von Moskau von 2004 bis 2008 teil. Als Teil des russischen Seniorenteams nahm er 2001, 2002, 2004, 2006, 2007 und 2008 an sechs Europameisterschaften, an den russischen Seniorenmeisterschaften von Russland in den Jahren 1999 bis 2007 und auch an den Moskauer Senioren-Schachmeisterschaften von 2003 bis 2007 teil. Schabanow nahm 2002 und 2005 als Teil des Moskauer Teams am traditionellen Wettkampf Moskau–St. Petersburg teil. In der russischen Mannschaftsmeisterschaft spielte Schabanow 1996 und 1998 für Sewerstal Tscherepowez, 2000 für Phönix Moskau.
Für den Sieg bei der 13. Senioren-Weltmeisterschaft 2003 wurde ihm der Titel eines Großmeisters verliehen. Bei der 14. Senioren-Weltmeisterschaft 2004 konnte er seinen Titel verteidigen. Ab 2008 nahm er wegen einer schweren Krankheit nicht mehr an großen Schachwettbewerben teil. Schabanow starb am 30. März 2010 in Moskau.
Engverbundene Menschen und Kameraden von Juri Fjodorowitsch Schabanow bezeichneten ihn als einen außergewöhnlich bescheidenen, konfliktfreien, gelehrten und prinzipientreuen Menschen.

## Erfolge
- Zweimaliger Seniorenweltmeister: Bad Zwischenahn (2003)[5] und Halle (2004)[6]
- Dreimaliger Europameister im Russischen Senioren-Team: 2001, 2002 und 2006
- Dreimaliger Moskauer Meister der Senioren: 2005, 2006 und 2007
- Russischer Meister der Senioren: 1999